# 칠금초등학교
칠금초등학교는 충청북도 충주시 칠금동에 있는 공립 초등학교이다.

## 연혁
- 1997년 4월 24일 설립인가
- 1999년 3월 1일 개교(31학급 편성)
- 2000년 3월 1일 충청북도교육청지정 인성교육 시범학교 운영
- 2003년 10월 1일 교육인적자원부지정 방과후 학교시설활용 시범학교 운영
- 2013년 3월 1일 충청북도교육청지정 에너지절약교육 정책연구학교 운영
- 2017년 2월 16일 제18회 졸업(127명, 누계: 3,599명)

## 학교 상징
- 교화 - 장미 : 사랑을 나타내는 장미는 아름다운 색깔이나 향기로 전 세계인의 사랑을 듬뿍 받는 꽃 중의 꽃이다. 우리 칠금어린이들도 나와 이웃을 사랑하는 따뜻하고 아름다운 마음씨를 키우며 자라자!
- 교목 - 느티나무 : 고루퍼진 가지는 조화된 질서를, 단정한 잎은 예의를 나타낸다. 오래 사는 기상을 이어받아, 바르고 건강하며 예의를 잘 지키는 칠금어린이가 되자.

## 참고 자료
- 칠금초등학교 - 한국교육학술정보원 학교알리미